# Metagonia taruma
Metagonia taruma là một loài nhện trong họ Pholcidae. Loài này được phát hiện ở Guyana và Brasil.